# Balsfjord
Balsfjord (severní sámština: Báhccavuotna; kvenština: Paatsivuono) je norská obec nacházející se v kraji Troms. Jejím administrativním centrem je vesnice Storsteinnes. Mezi ostatní osady patří například Mestervik a Mortenhals.

## Etymologie

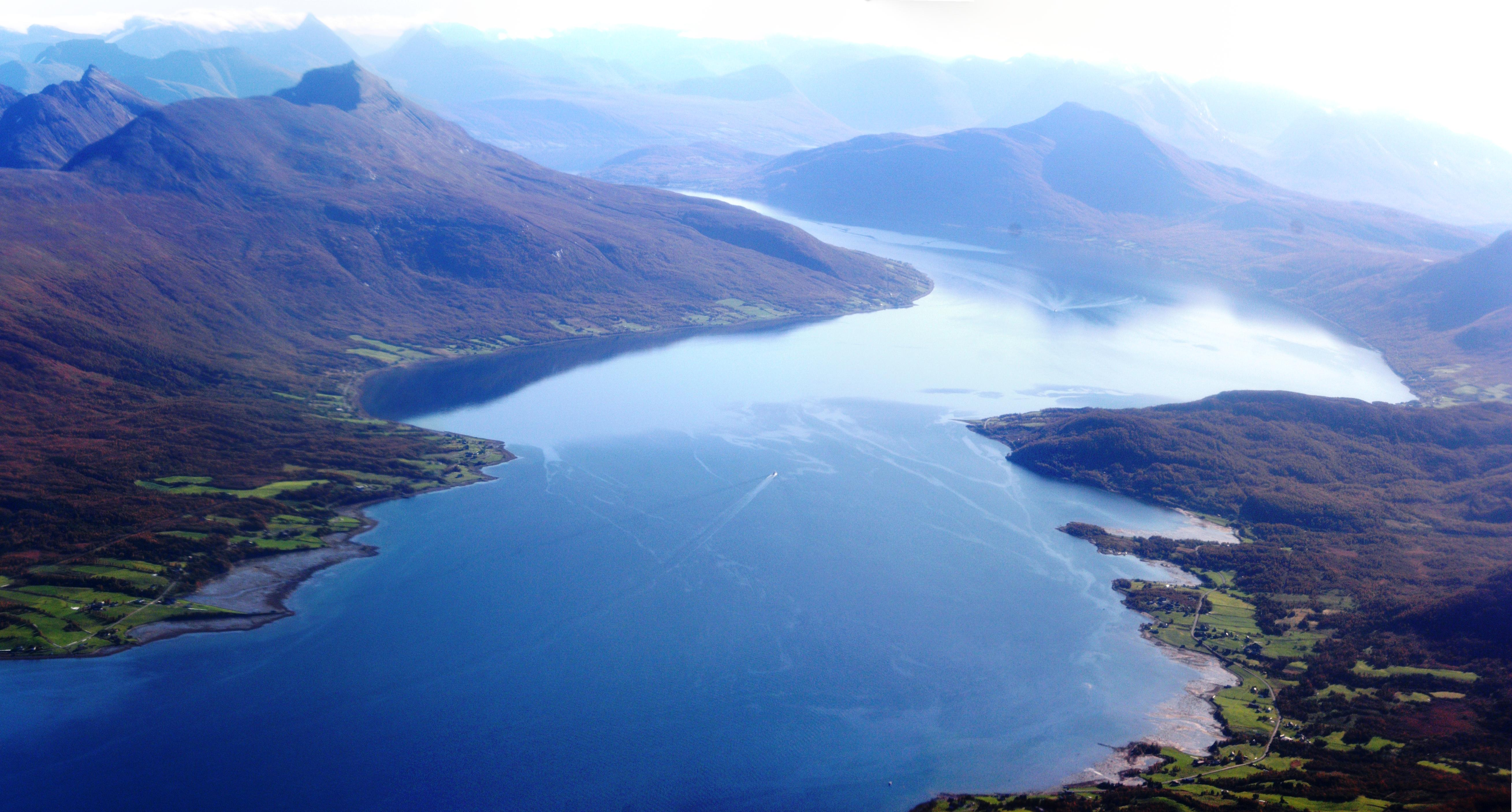
Balsfjorden – fjord, od kterého je odvozen název obce

Název Balsfjord je odvozen od jména místního fjordu, Balsfjorden (severní sámština: Báhccavuotna). Význam první části názvu, Bals, je neznámý, ale mohl by potenciálně odkazovat na severského boha Baldra nebo staré severské slovo bals, které znamená "hrouda". Poslední část názvu, fjord, znamená fjord.
Dne 6. ledna 1908 bylo královským dekretem stanoveno nové hláskování názvu obce na Balsfjord. Před touto změnou se oficiálně nazývala Balsfjorden.

## Historie
Balsfjord byl dříve součástí velké obce Tromsøysund, ale v roce 1860 došlo k oddělení za účelem vytvoření vlastní, nové obce. Zpočátku měl Balsfjord populaci čítající 3610 obyvatel.
Prvního ledna 1871 se severozápadní část Balsfjordu oddělila a zformovala novou obec pojmenovanou Malangen. V roce 1875 byla k Balsfjordu připojena malá část obce Lyngen a v roce 1905 byla malá část přidělena Målselvu.
Během 60. let bylo díky práci Scheiského výboru po celém Norsku spojeno mnoho obcí; Balsfjord nebyl výjimkou. 1. ledna 1964 se obec spojila s většinou sousedícího Malangenu, díky čemuž vznikla nová obec Balsfjord. Stejného dne byla Målselvu přidělena oblast Skogli ved Heia a obci Storfjord byla přidělena neobydlená farma Elvebakken. V lednu 1966 byla k Målselvu připojena ještě oblast Sørelvmo.

## Geografie
V Balsfjordu se nachází dva fjordy (Balsfjorden a Malangen), kolem kterých se nachází úrodná půda vhodná pro zemědělství. V jižní části obce se nachází několik velkých jezer: Sagelvvatnet, Josefvatnet, Indre Fiskelausvatnet a Ytre Fiskelausvatnet.

### Poloha
Balsfjord se nachází v Severním Norsku. Sousedí s obcemi Tromsø (sever), Storfjord (východ) a Målselv (jih). Na západě je fjordy oddělen od obce Senja.
Rozléhá se přes obě strany fjordu Balsfjord. Jeho jihovýchodní hranice zasahují až téměř k hranicím Švédska.

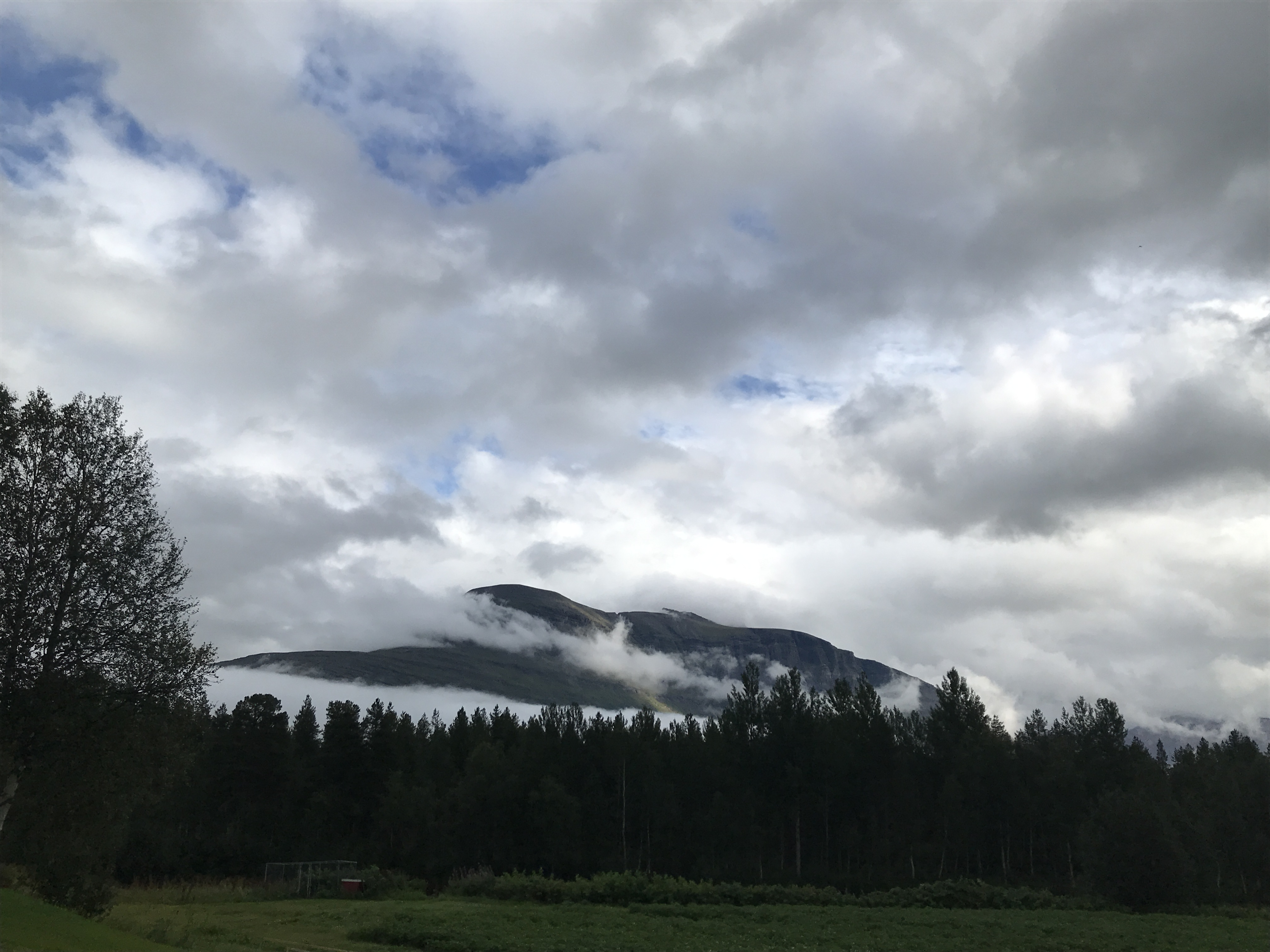
Rostafjellet

### Rozloha
Balsfjord má rozlohu 1497 kilometrů čtverečních, což ho činí 58. největší obcí v Norsku.

### Topografie
Nejvyšší horou Balsfjordu je Rostafjellet, která dosahuje výšky 1590 m n. m. Těsně ji následuje Vassdalsfjellet s 1587 metry. Dalšími vysokými horami v obci jsou Lille Russetinden (1527 metrů) a Rasmustinden (1224 metrů).

### Podnebí
Podle Köppenovy klasifikace podnebí se Balsfjord nachází v subpolárním podnebí (Dfc).

| Meteorologická stanice Malangen - Pålfinnmoen – podnebí                                                  | Meteorologická stanice Malangen - Pålfinnmoen – podnebí | Meteorologická stanice Malangen - Pålfinnmoen – podnebí | Meteorologická stanice Malangen - Pålfinnmoen – podnebí | Meteorologická stanice Malangen - Pålfinnmoen – podnebí | Meteorologická stanice Malangen - Pålfinnmoen – podnebí | Meteorologická stanice Malangen - Pålfinnmoen – podnebí | Meteorologická stanice Malangen - Pålfinnmoen – podnebí | Meteorologická stanice Malangen - Pålfinnmoen – podnebí | Meteorologická stanice Malangen - Pålfinnmoen – podnebí | Meteorologická stanice Malangen - Pålfinnmoen – podnebí | Meteorologická stanice Malangen - Pålfinnmoen – podnebí | Meteorologická stanice Malangen - Pålfinnmoen – podnebí | Meteorologická stanice Malangen - Pålfinnmoen – podnebí |
| Období                                                                                                   | leden                                                   | únor                                                    | březen                                                  | duben                                                   | květen                                                  | červen                                                  | červenec                                                | srpen                                                   | září                                                    | říjen                                                   | listopad                                                | prosinec                                                | rok                                                     |
| --- | ------------------------------------------------------- | ------------------------------------------------------- | ------------------------------------------------------- | ------------------------------------------------------- | ------------------------------------------------------- | ------------------------------------------------------- | ------------------------------------------------------- | ------------------------------------------------------- | ------------------------------------------------------- | ------------------------------------------------------- | ------------------------------------------------------- | ------------------------------------------------------- | ------------------------------------------------------- |
| Nejvyšší teplota [°C]                                                                                    | 8                                                       | 7,5                                                     | 8,9                                                     | 14,5                                                    | 18,9                                                    | 29,8                                                    | 29,7                                                    | 25,5                                                    | 16,5                                                    | 10,9                                                    | 10                                                      | 3,4                                                     | 29,8                                                    |
| Průměrná teplota [°C]                                                                                    | −4,7                                                    | −5,6                                                    | 0,5                                                     | 0,4                                                     | 5,6                                                     | 11,6                                                    | 13,4                                                    | 12,7                                                    | 7,9                                                     | 3,6                                                     | −0,5                                                    | −4,9                                                    | 3,3                                                     |
| Nejnižší teplota [°C]                                                                                    | −17,9                                                   | −18,5                                                   | −12,9                                                   | −15,6                                                   | −7,2                                                    | 3,4                                                     | 4,6                                                     | 3,6                                                     | −0,4                                                    | −7,5                                                    | −8,8                                                    | −19                                                     | −19                                                     |
| Zdroj: Observasjoner og værstatistikk. seklima.met.no [online]. 2022 [cit. 2023-11-23]. Dostupné online. |                                                         |                                                         |                                                         |                                                         |                                                         |                                                         |                                                         |                                                         |                                                         |                                                         |                                                         |                                                         |                                                         |

## Dělení
Balsfjord se dělí do tří statistických podoblastí:
- Malangen
- Západní Balsfjord
- Východní Balsfjord

## Obyvatelstvo

### Počet obyvatel
Populace v obci dlouhodobě klesá. Zatímco v roce 1951 čítal Balsfjord 7 485 obyvatel, o padesát let později (2001) to bylo jen 5 742.
|            | 2020  | 2019  | 2018  | 2017  | 2016  | 2015  | 2014  | 2013  | 2012  | 2011  |
| ---------- | ----- | ----- | ----- | ----- | ----- | ----- | ----- | ----- | ----- | ----- |
| Populace   | 5 559 | 5 625 | 5 653 | 5 685 | 5 701 | 5 720 | 5 593 | 5 562 | 5 502 | 5 517 |
| Narozených | 43    | 43    | 44    | 39    | 54    | 43    | 53    | 37    | 43    | 41    |
| Úmrtí      | 65    | 79    | 73    | 77    | 73    | 65    | 46    | 78    | 57    | 58    |
| Imigrace   | 267   | 273   | 250   | 251   | 258   | 275   | 352   | 280   | 239   | 223   |
| Emigrace   | 245   | 304   | 249   | 246   | 256   | 271   | 231   | 208   | 165   | 226   |
|            | 2010  | 2009  | 2008  | 2007  | 2006  | 2005  | 2004  | 2003  | 2002  | 2001  |
| Populace   | 5 515 | 5 497 | 5 529 | 5 569 | 5 569 | 5 560 | 5 611 | 5 638 | 5 642 | 5 742 |
| Narozených | 34    | 58    | 49    | 52    | 70    | 46    | 52    | 48    | 52    | 53    |
| Úmrtí      | 58    | 59    | 62    | 74    | 73    | 56    | 60    | 86    | 74    | 62    |
| Imigrace   | 249   | 239   | 189   | 208   | 240   | 214   | 171   | 232   | 244   | 215   |
| Emigrace   | 224   | 220   | 208   | 227   | 239   | 195   | 213   | 228   | 227   | 305   |
|            | 2000  | 1999  | 1998  | 1997  | 1996  | 1995  | 1994  | 1993  | 1992  | 1991  |
| Populace   | 5 749 | 5 814 | 5 848 | 5 910 | 5 976 | 6 085 | 6 118 | 6 181 | 6 248 | 6 319 |
| Narozených | 69    | 74    | 84    | 71    | 64    | 70    | 84    | 69    | 76    | 72    |
| Úmrtí      | 78    | 82    | 62    | 81    | 97    | 86    | 84    | 80    | 74    | 98    |
| Imigrace   | 278   | 193   | 209   | 279   | 274   | 218   | 249   | 225   | 182   | 208   |
| Emigrace   | 276   | 249   | 264   | 332   | 309   | 319   | 278   | 280   | 250   | 255   |
|            | 1990  | 1989  | 1988  | 1987  | 1986  | 1985  | 1984  | 1983  | 1982  | 1981  |
| Populace   | 6 378 | 6 450 | 6 532 | 6 657 | 6 717 | 6 776 | 6 873 | 6 889 | 6 950 | 6 973 |
| Narozených | 82    | 74    | 64    | 77    | 71    | 54    | 78    | 71    | 82    | 78    |
| Úmrtí      | 84    | 81    | 81    | 84    | 74    | 62    | 62    | 82    | 89    | 72    |
| Imigrace   | 235   | 216   | 278   | 226   | 242   | 220   | 182   | 224   | 216   | 210   |
| Emigrace   | 296   | 276   | 346   | 346   | 296   | 270   | 296   | 228   | 270   | 238   |
|            | 1980  | 1979  | 1978  | 1977  | 1976  | 1975  | 1974  | 1973  | 1972  | 1971  |
| Populace   | 7 056 | 7 060 | 7 033 | 7 008 | 7 094 | 7 023 | 6 905 | 6 871 | 6 747 | 6 734 |
| Narozených | 55    | 61    | 89    | 72    | 83    | 109   | 113   | 103   | 110   | 120   |
| Úmrtí      | 93    | 77    | 72    | 72    | 89    | 67    | 54    | 73    | 51    | 89    |
| Imigrace   | 211   | 239   | 270   | 247   | 209   | 285   | 321   | 265   | 315   | 231   |
| Emigrace   | 256   | 215   | 258   | 223   | 289   | 253   | 263   | 259   | 253   | 242   |
|            | 1970  | 1969  | 1968  | 1967  | 1966  | 1965  | 1964  | 1963  | 1962  | 1961  |
| Populace   | 6 874 | 6 903 | 6 944 | 6 897 | 6 962 | 7 090 | 6 993 | 7 167 | 7 205 | 7 275 |
| Narozených | 112   | 145   | 130   | 165   | 134   | 134   | 169   | 121   | 132   | 131   |
| Úmrtí      | 64    | 57    | 76    | 63    | 86    | 64    | 80    | 72    | 53    | 71    |
| Imigrace   | 266   | 185   | 204   | 244   | 204   | 205   | 204   | 154   | 181   | 150   |
| Emigrace   | 428   | 296   | 290   | 299   | 326   | 272   | 196   | 257   | 298   | 280   |
|            | 1960  | 1959  | 1958  | 1957  | 1956  | 1955  | 1954  | 1953  | 1952  | 1951  |
| Populace   | 7 322 | 7 336 | 7 326 | 7 317 | 7 405 | 7 447 | 7 449 | 7 454 | 7 467 | 7 485 |
| Narozeních | 137   | 142   | 142   | 135   | 146   | 134   | 172   | 146   | 157   | 148   |
| Úmrtí      | 62    | 52    | 56    | 49    | 74    | 50    | 53    | 54    | 68    | 59    |
| Imigrace   | 247   | 147   | 146   | 190   | 139   | 113   | 85    | 125   | 97    | 106   |
| Emigrace   | 382   | 251   | 222   | 267   | 299   | 261   | 206   | 222   | 199   | 213   |

### Pohlaví
V Balsfjordu se nachází mírně více mužů než žen.
|      | 2020  | 2019  | 2018  | 2017  | 2016  | 2015  | 2014  | 2013  | 2012  | 2011  |
| ---- | ----- | ----- | ----- | ----- | ----- | ----- | ----- | ----- | ----- | ----- |
| Muži | 2 893 | 2 910 | 2 917 | 2 928 | 2 926 | 2 949 | 2 884 | 2 851 | 2 815 | 2 833 |
| Ženy | 2 666 | 2 715 | 2 739 | 2 757 | 2 775 | 2 771 | 2 709 | 2 711 | 2 687 | 2 684 |
|      | 2010  | 2009  | 2008  | 2007  | 2006  | 2005  | 2004  | 2003  | 2002  | 2001  |
| Muži | 2 844 | 2 837 | 2 847 | 2 866 | 2 876 | 2 877 | 2 897 | 2 933 | 2 994 | 2 977 |
| Ženy | 2 671 | 2 660 | 2 682 | 2 703 | 2 693 | 2 683 | 2 714 | 2 705 | 2 698 | 2 765 |
|      | 2000  | 1999  | 1998  | 1997  | 1996  | 1995  | 1994  | 1993  | 1992  | 1991  |
| Muži | 2 985 | 3 022 | 3 050 | 3 083 | 3 134 | 3 190 | 3 203 | 3 230 | 3 271 | 3 307 |
| Ženy | 2 764 | 2 792 | 2 798 | 2 798 | 2 842 | 2 895 | 2 915 | 2 951 | 2 977 | 3 012 |
|      | 1990  | 1989  | 1988  | 1987  | 1986  | 1985  | 1984  | 1983  | 1982  | 1981  |
| Muži | 3 307 | 3 372 | 3 413 | 3 840 | 3 504 | -     | -     | -     | -     | -     |
| Ženy | 3 012 | 3 059 | 3 119 | 3 177 | 3 213 | -     | -     | -     | -     | -     |

### Věková struktura
|           | 2020 | 2019  | 2018  | 2017  | 2016  | 2015 | 2014 | 2013 | 2012 | 2011 |
| --------- | ---- | ----- | ----- | ----- | ----- | ---- | ---- | ---- | ---- | ---- |
| 0–9 let   | 485  | 521   | 512   | 540   | 559   | 564  | 541  | 561  | 563  | 553  |
| 10–19 let | 648  | 651   | 696   | 710   | 690   | 705  | 728  | 738  | 741  | 771  |
| 20–29 let | 641  | 650   | 633   | 629   | 655   | 646  | 612  | 571  | 551  | 546  |
| 30–39 let | 573  | 566   | 561   | 552   | 537   | 543  | 518  | 534  | 539  | 562  |
| 40–49 let | 688  | 735   | 766   | 789   | 795   | 820  | 844  | 815  | 811  | 797  |
| 50–59 let | 854  | 815   | 782   | 755   | 785   | 777  | 722  | 713  | 680  | 693  |
| 60–69 let | 664  | 688   | 720   | 747   | 759   | 752  | 740  | 748  | 766  | 753  |
| 70–79 let | 643  | 637   | 621   | 610   | 577   | 576  | 570  | 550  | 530  | 539  |
| 80–89 let | 304  | 306   | 204   | 294   | 283   | 275  | 265  | 281  | 275  | 259  |
| 90–99 let | 57   | 55    | 57    | 58    | 60    | 62   | 53   | 51   | 46   | 44   |
| > 100 let | 2    | 1     | 1     | 1     | 1     | 0    | 0    | 0    | 0    | 0    |
|           | 2010 | 2009  | 2008  | 2007  | 2006  | 2005 | 2004 | 2003 | 2002 | 2001 |
| 0–9 let   | 591  | 594   | 630   | 657   | 639   | 663  | 706  | 722  | 741  | 759  |
| 10–19 let | 762  | 771   | 745   | 748   | 754   | 730  | 732  | 712  | 686  | 701  |
| 20–29 let | 515  | 484   | 507   | 490   | 480   | 483  | 487  | 518  | 546  | 601  |
| 30–39 let | 580  | 626   | 643   | 705   | 732   | 749  | 804  | 780  | 763  | 760  |
| 40–49 let | 791  | 755   | 740   | 709   | 719   | 711  | 672  | 689  | 686  | 723  |
| 50–59 let | 688  | 712   | 738   | 765   | 778   | 778  | 795  | 799  | 817  | 805  |
| 60–69 let | 760  | 753   | 739   | 718   | 702   | 697  | 692  | 681  | 654  | 648  |
| 70–79 let | 529  | 507   | 495   | 485   | 479   | 467  | 451  | 453  | 462  | 470  |
| 80–89 let | 262  | 259   | 258   | 254   | 253   | 250  | 238  | 245  | 248  | 239  |
| 90–99 let | 37   | 36    | 34    | 38    | 33    | 32   | 34   | 39   | 39   | 36   |
| > 100 let | 0    | 0     | 0     | 0     | 0     | 0    | 0    | 0    | 0    | 0    |
|           | 2000 | 1999  | 1998  | 1997  | 1996  | 1995 | 1994 | 1993 | 1992 | 1991 |
| 0–9 let   | 750  | 752   | 729   | 731   | 730   | 727  | 701  | 690  | 691  | 706  |
| 10–19 let | 674  | 653   | 679   | 670   | 676   | 719  | 754  | 821  | 863  | 898  |
| 20–29 let | 651  | 741   | 789   | 859   | 909   | 937  | 962  | 948  | 971  | 987  |
| 30–39 let | 754  | 738   | 733   | 708   | 731   | 739  | 725  | 733  | 734  | 756  |
| 40–49 let | 731  | 753   | 778   | 805   | 815   | 831  | 840  | 848  | 864  | 853  |
| 50–59 let | 796  | 783   | 761   | 759   | 729   | 732  | 733  | 731  | 710  | 708  |
| 60–69 let | 637  | 626   | 623   | 613   | 612   | 618  | 622  | 637  | 648  | 657  |
| 70–79 let | 482  | 484   | 484   | 500   | 514   | 516  | 521  | 520  | 517  | 519  |
| 80–89 let | 242  | 253   | 243   | 235   | 223   | 230  | 227  | 219  | 220  | 220  |
| 90–99 let | 32   | 31    | 32    | 29    | 37    | 36   | 32   | 33   | 29   | 34   |
| > 100 let | 0    | 0     | 0     | 1     | 0     | 0    | 1    | 1    | 1    | 1    |
|           | 1990 | 1989  | 1988  | 1987  | 1986  | 1985 | 1984 | 1983 | 1982 | 1981 |
| 0–9 let   | 695  | 670   | 689   | 688   | 692   | -    | -    | -    | -    | -    |
| 10–19 let | 966  | 1 242 | 1 138 | 1 242 | 1 291 | -    | -    | -    | -    | -    |
| 20–29 let | 944  | 908   | 923   | 917   | 951   | -    | -    | -    | -    | -    |
| 30–39 let | 784  | 797   | 823   | 849   | 863   | -    | -    | -    | -    | -    |
| 40–49 let | 847  | 846   | 825   | 816   | 790   | -    | -    | -    | -    | -    |
| 50–59 let | 706  | 706   | 695   | 700   | 694   | -    | -    | -    | -    | -    |
| 60–69 let | 674  | 680   | 674   | 694   | 698   | -    | -    | -    | -    | -    |
| 70–79 let | 512  | 513   | 515   | 505   | 501   | -    | -    | -    | -    | -    |
| 80–89 let | 217  | 215   | 222   | 223   | 218   | -    | -    | -    | -    | -    |
| 90–99 let | 32   | 33    | 28    | 23    | 19    | -    | -    | -    | -    | -    |
| > 100 let | 1    | 0     | 0     | 0     | 0     | -    | -    | -    | -    | -    |

## Vláda
Nejvyšším vkládním orgánem v Balsfjordu je obecní rada (Kommunestyre), která se skládá z 19 zástupců volených každé 4 roky. Je zodpovědná za volbu starosty, přičemž tou současnou je Laila Monica Johannessen.
Obecní rada je zodpovědná například za zdaňování a vzdělání.
| Strana | Strana                                                  | Hlasy | Hlasy | Míst v radě |
| Strana | Strana                                                  | Počet | %     | Míst v radě |
| ------ | ------------------------------------------------------- | ----- | ----- | ----------- |
|        | Strana středu (Senterpartiet)                           | 787   | 28,3% | 6           |
|        | Strana práce (Arbeiderpartiet)                          | 759   | 27,3% | 6           |
|        | Strana konzervativní (Høyre)                            | 578   | 20,8% | 4           |
|        | Pokroková strana (Fremskrittspartiet)                   | 306   | 11,0% | 2           |
|        | Strana rudých (Rødt)                                    | 96    | 3,4%  | 1           |
|        | Strana zelených (Miljøpartiet De Grønne)                | 83    | 3,0%  | 0           |
|        | Křesťanská lidová strana (Kristelig Folkeparti)         | 72    | 2,6%  | 0           |
|        | Strana socialistické levice (Sosialistisk Venstreparti) | 71    | 2,6%  | 0           |
|        | Strana křesťanská (Partiet De Kristne)                  | 32    | 1,1%  | 0           |
| Celkem | Celkem                                                  | 2784  | -     | 19          |

## Hospodářství
K roku 2020 bylo v Balsfjordu 2 600 pracujících osob, přičemž 399 do něj dojíždělo z jiných obcí.
Nejdůležitějším průmyslovým odvětvím je v obci zemědělství, které patří mezi nejrozvinutější v kraji Troms. V menší míře se zde nachází i výroba. Mlékárna společnosti Tine ve Storsteinnesu každý rok vyprodukuje zhruba 5 200 tun sýra.

## Doprava

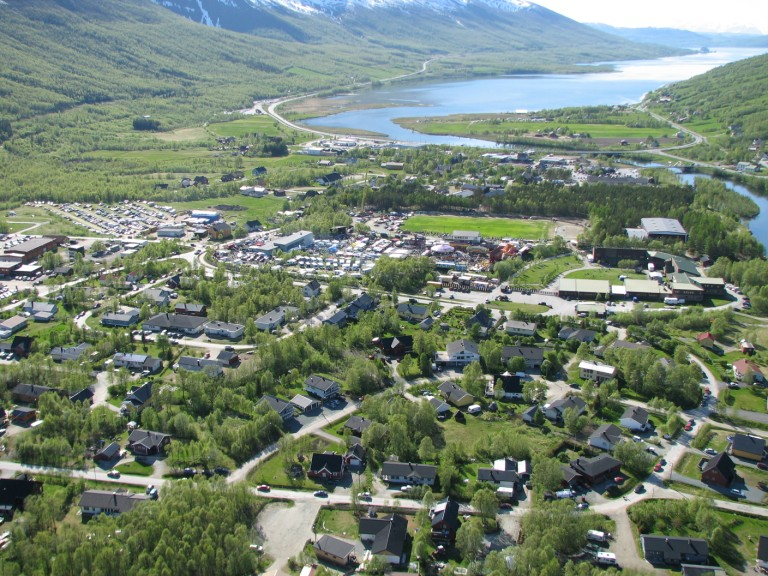
Nordkjosbotn – křižovatka mezi E6 a E8

Obcí procházejí dvě evropské silnice: E6 a E8. E6 spojuje oblast s Målselvem na jihu a Storfjordem na východě, zatímco E8 zajišťuje spojení do Tromsø a Finska. Obě cesty se setkávají v osadě Nordkjosbotn, což ji činí důležitou dopravní křižovatkou.
Balsfjord je s Tromsø kromě E8 spojován také silnicí Fylkesvei 858, která prochází přes osady Sørkjosen (v obci Nordreisa) a Storsteinnes.
Do poloviny 20. století byla v Balsfjordu nejdůležitější vodní doprava.

## Náboženství

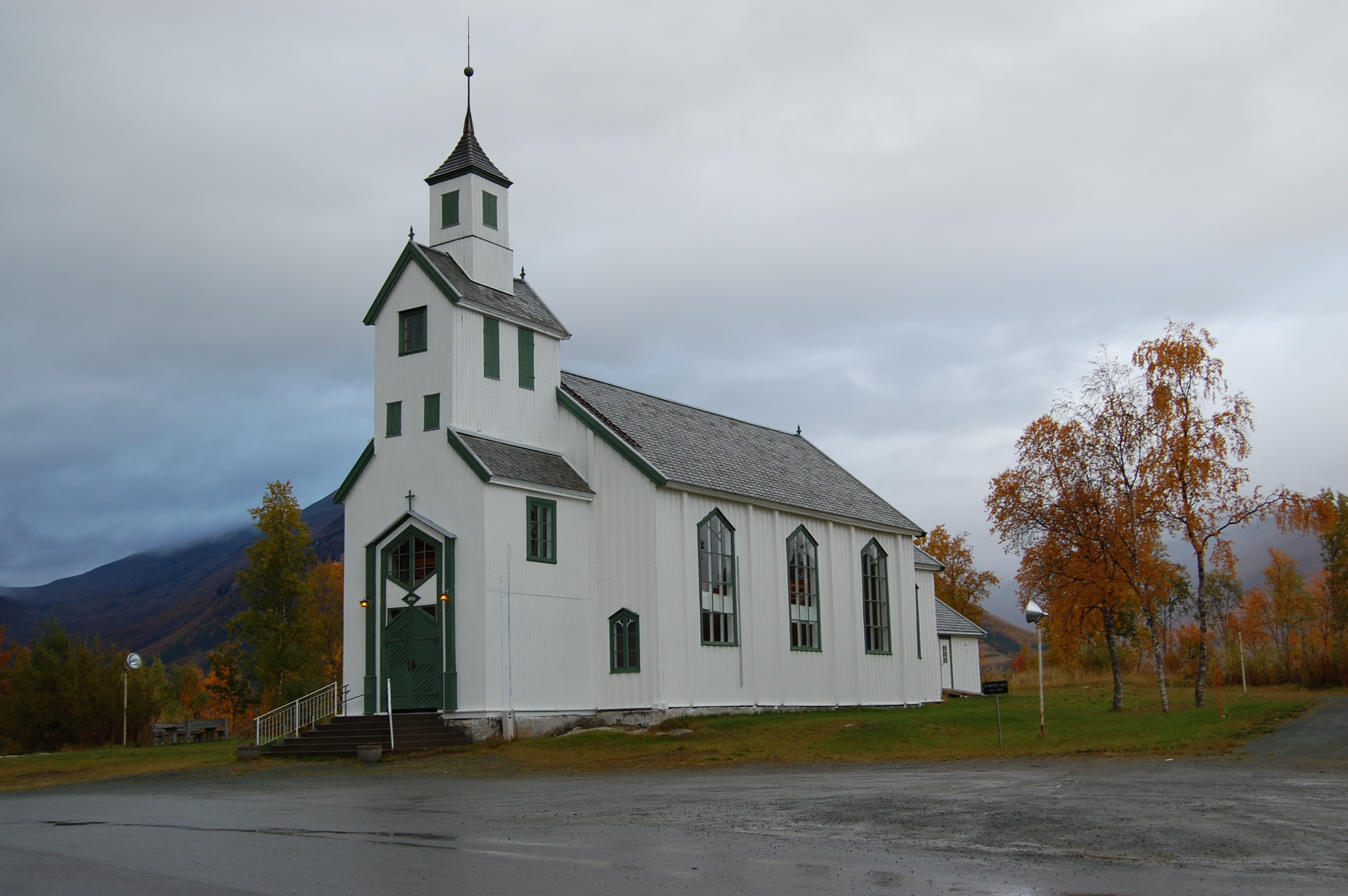
Kostel Balsfjord

Norská církev má v Balsfjordu dvě farnosti (sokn).
| Farnost   | Název               | Umístění     | Rok postavení |
| --------- | ------------------- | ------------ | ------------- |
| Balsfjord | Kostel Balsfjord    | Balsfjord    | 1856          |
| Balsfjord | Kostel Nordkjosbotn | Nordkjosbotn | 1987          |
| Balsfjord | Kaple Storsteinnes  | Storsteinnes | 1968          |
| Malangen  | Kostel Malangen     | Mortenhals   | 1853          |
| Malangen  | Kaple Mestervik     | Mestervik    | 1968          |